# 4-idrossicumarina
La 4-idrossicumarina è una sostanza organica naturale appartenente alla famiglia delle cumarine.